# دسترسی چندگانه تقسیم کدی ۲۰۰۰

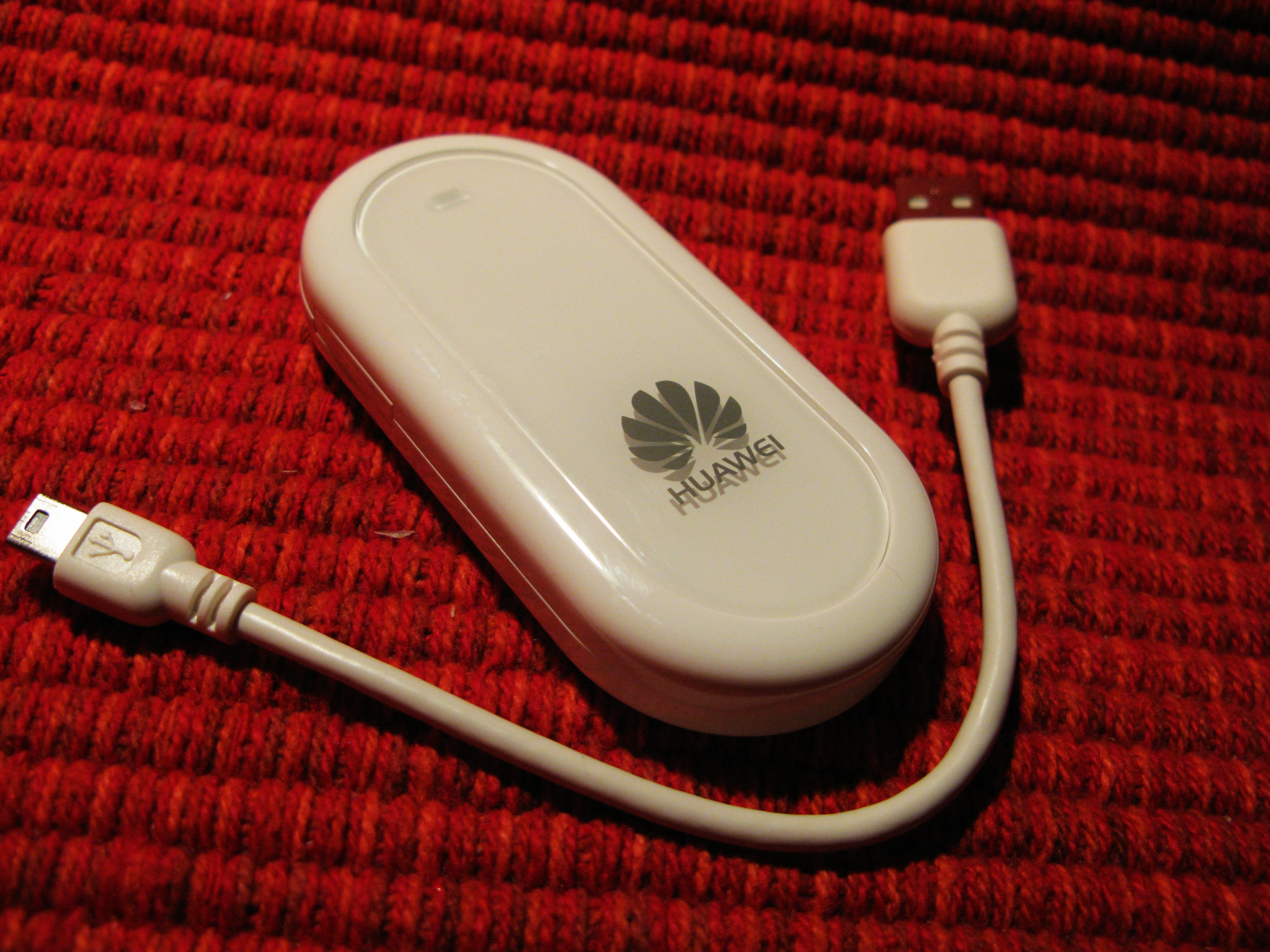
هواوی CDMA2000 EVDO USB مودم بی‌سیم

دسترسی چندگانه تقسیم کدی ۲۰۰۰ یا CDMA2000 (همچنین با عنوان C2K یا IMT Multi‑Carrier (IMT‑MC)) شناخته می‌شود. یکی از فناوری های خانواده نسل سوم شبکه تلفن همراه است. که برای فرستادن و دریافت صدا و داده سیگنال بین تلفن‌های همراه و سایت‌های سلولی استفاده می‌شود.
این فناوری در آمریکای شمالی و کره جنوبی مورد استفاده قرار می‌گیرد. در برابر آن، در اروپا، ژاپن و چین از فناوری دیگر  نسل سوم شبکه تلفن همراه به نام سامانه جهانی مخابرات سیار استفاده می‌شود.
نام CDMA2000 به یک استاندارد تکامل یافته قدم به قدم اشاره دارد. که در زیر آنها آورده شده است:
- صدا: CDMA2000 1xRTT 1X پیشرفته
- اطلاعات: CDMA2000 1xEV-DO (تکامل-بهینه‌سازی داده): بهینه‌سازی: 0, Revision A, Revision B, فوق پهن‌باند تلفن همراه (UMB)

تمام تاییدهای رادیویی واسط را برای ITU'S IMT- 2000 را دارد. در ایالات متحده آمریکا cdma2000 به وسیله انجمن صنعت مخابرات ثبت شده است.